# Alberto Manfredi
Alberto Manfredi (Reggio Emilia, 26 febbraio 1930 – Reggio Emilia, 14 febbraio 2001) è stato un pittore e incisore italiano.
Tra i protagonisti della pittura figurativa del secondo Novecento, Manfredi si è dedicato con altrettanta perizia e continuità alle tecniche dell'incisione, materia che ha lungamente insegnato nelle accademie di Belle Arti di Lecce e di Firenze. Artista di profonda cultura, la sua formazione letteraria, unita alla sua precocissima vocazione di incisore, ha contribuito ad indirizzarlo verso il livre d’artiste: oltre cento sono infatti le edizioni di opere da lui illustrate con stampe originali. 
Le caratteristiche salienti dell'arte grafica di Manfredi – un linguaggio preciso, rigoroso e sobrio, che ha voluto sempre tenersi distante dalle mode, ricercando in se stesso e nelle sue profonde radici protonovecentesche (da Degas a Beckmann, da Modigliani a De Pisis) le proprie ragioni espressive – si riscontrano allo stesso modo nella sua pittura.

## Biografia

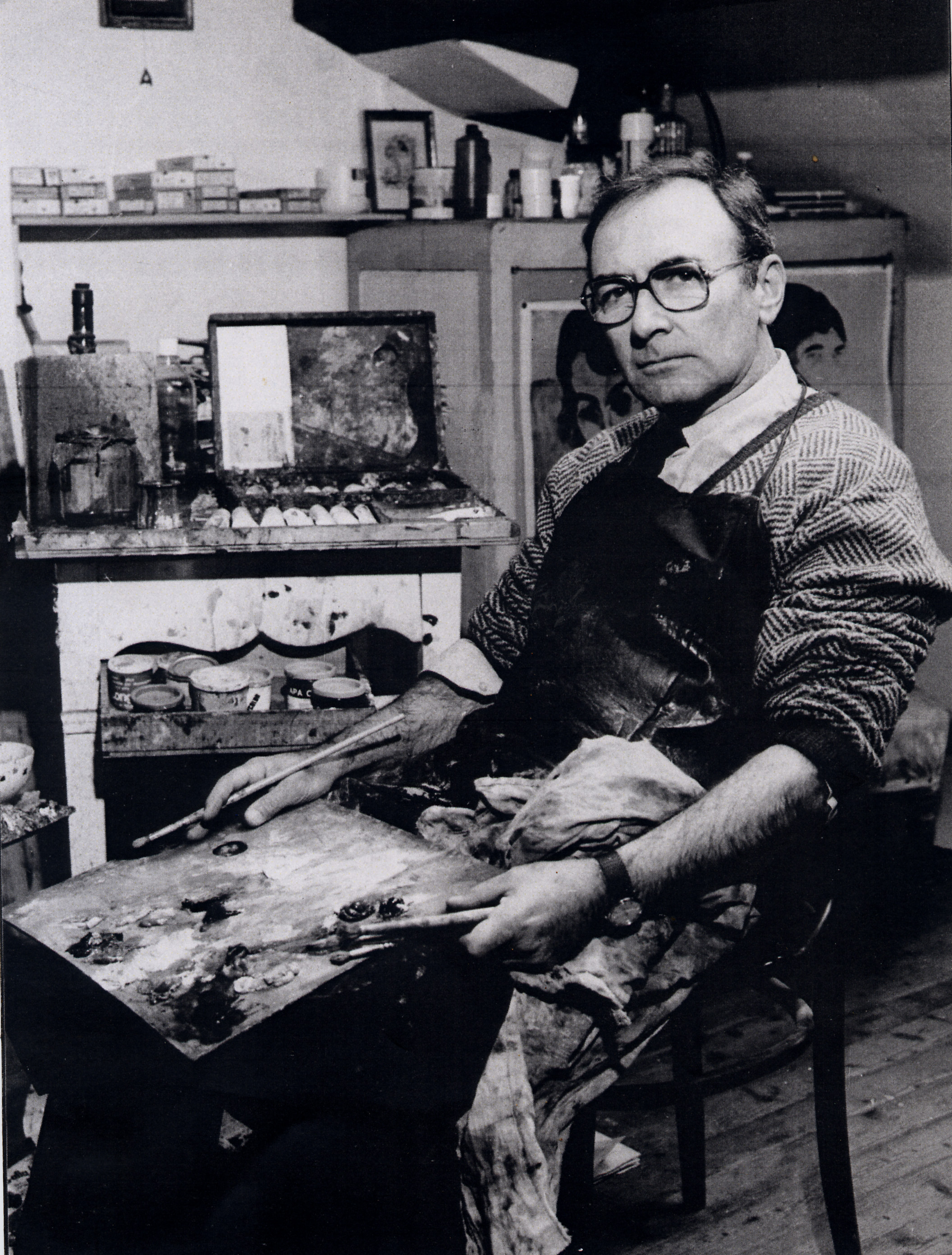
Alberto Manfredi nel suo studio di Reggio Emilia, 1990

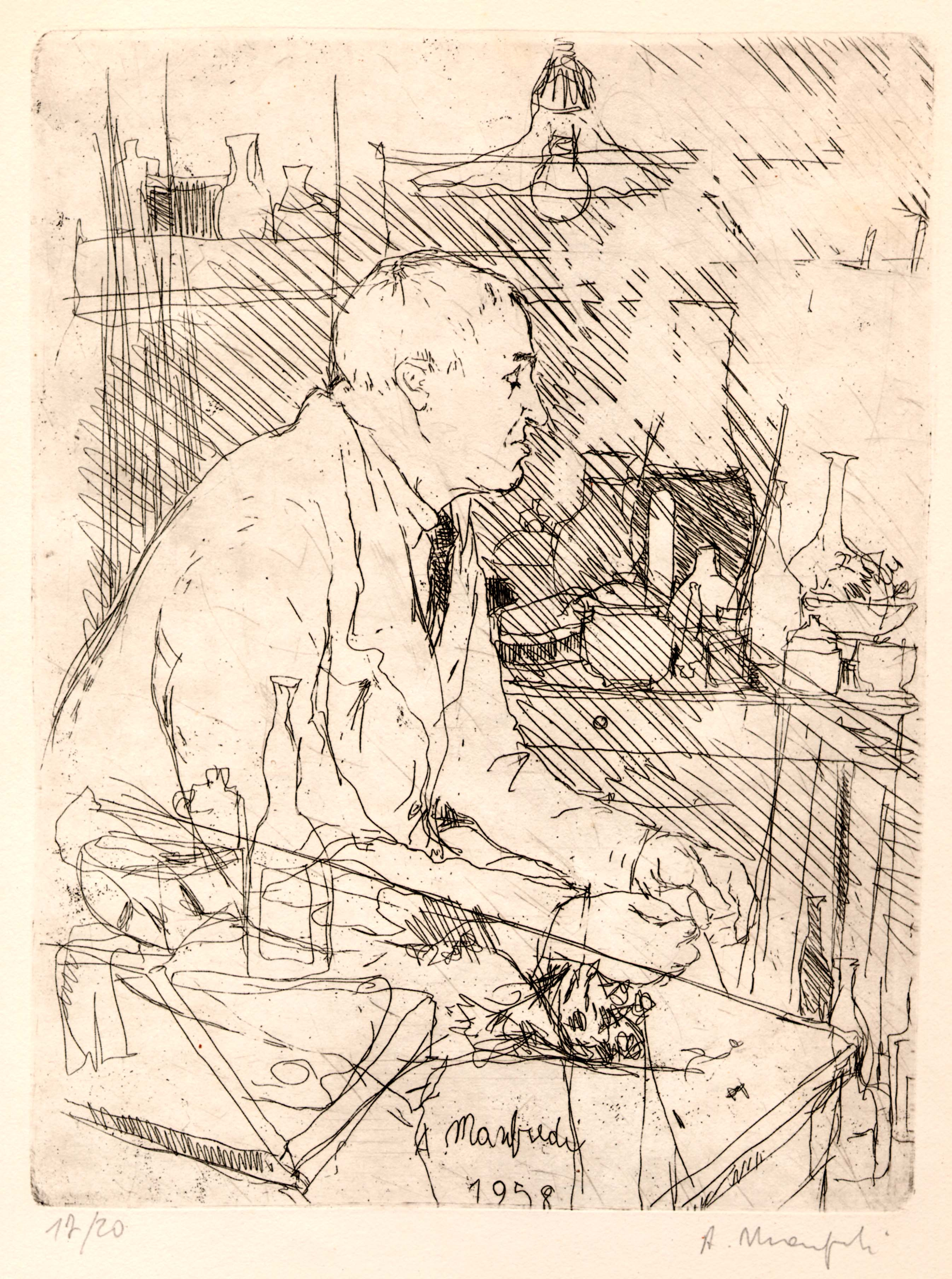
Ritratto di Morandi, 1958, Acquaforte

1930	Alberto Manfredi nasce a Reggio Emilia il 26 febbraio, da Giuseppe e Fernanda Selegari.
1943	Sfollato insieme con la famiglia a Scandiano in seguito ai bombardamenti su Reggio, frequenta la terza media a Ventoso, dove è insegnante, proprio in quel periodo, lo scrittore siciliano Gesualdo Bufalino, con il quale rinnoverà l'amicizia tantissimi anni dopo. Nella sua città, frequenta soprattutto Dino Prandi, dal 1936 responsabile della sezione di antiquariato dell'omonima libreria.
1945	A Reggio Emilia, nella Sala d’Arte dell’E.V.A.V., viene organizzata la sua prima mostra personale di pittura.
1949 	Consegue la maturità classica al Liceo Ariosto di Reggio; fra gli insegnanti del liceo, Ornella Fanti, di Storia dell’arte, tramite la quale avrebbe poi conosciuto Francesco Arcangeli. Si iscrive all’Università di Bologna, alla facoltà di Lettere, dove segue con particolare interesse i corsi di Storia dell'arte di Rodolfo Pallucchini.
1951	Con il disegno “L’amata al balcone” viene premiato alla III Mostra nazionale del disegno e dell’incisione moderna di Reggio Emilia; in giuria, Carlo Carrà, Felice Casorati, Mino Maccari, Giorgio Morandi e Giuseppe Viviani.
1952	Si reca a Roma, dove conosce Mino Maccari e Arnoldo Ciarrocchi, iniziando così una lunga amicizia con i due artisti che avrebbe ritrovato, sempre a Roma, negli anni in cui sarebbe divenuto assistente di Maccari alla cattedra di Tecniche dell’incisione presso l’Accademia di Belle Arti. Fu proprio grazie all’interessamento di Maccari che negli anni universitari a Bologna poté cominciare a frequentare la casa di Giorgio Morandi.
È a quest’anno che risalgono le prime incisioni dell’artista, eseguite con matrici in cartone e dunque tirate a uno o a pochissimi esemplari.
1953	La Libreria Antiquaria Prandi comincia a trattare, accanto ai libri e via via sempre più specializzandosi nel nuovo settore di mercato, stampe originali moderne. Si rafforza la collaborazione e l'amicizia con Dino Prandi.
1954	A Milano, presentato da Marco Valsecchi, espone alla Galleria Il Milione di Gino Ghiringhelli. Si laurea intanto in Lettere moderne all'Università di Bologna, relatore Rodolfo Pallucchini, con una tesi sulle incisioni di Maccari.
1955	Diviene assistente di Maccari all’Accademia di Belle Arti di Roma. Carlo Lodovico Ragghianti lo inserisce nell’esposizione da lui organizzata a Prato, “Sessanta maestri del prossimo trentennio”. 
In quell’anno ottiene una borsa di studio dal Governo francese, che gli permette di soggiornare a Parigi per alcuni mesi.
1956	A Firenze, alla Galleria La Strozzina, viene organizzata una sua mostra personale; è Mino Maccari a presentare l’artista nello scritto di catalogo. In quello stesso anno, la Libreria Antiquaria Prandi pubblica un catalogo di stampe originali che allarga per la prima volta l’offerta agli artisti contemporanei, tra i quali figura come il più giovane. Su invito di Attilio Bertolucci, collabora con illustrazioni alla rivista “Il Gatto Selvatico”. Il 22 di ottobre sposa Marta Montanini, compagna di classe ai tempi del liceo.
1957	È fra i quindici artisti selezionati da Dino Prandi per la sua prima grande edizione d’arte, l'Augurio Artistico, e collabora anche in modo determinante alla realizzazione dell’opera, eseguendo nel suo studio le tirature delle incisioni degli altri artisti (Giovanni Barbisan, Luigi Bartolini, Renato Bruscaglia, Arrigo Bugiani, Carlo Carrà, Leonardo Castellani, Arnoldo Ciarrocchi, Fiorella Diamantini, Nello Leonardi, Mino Maccari, Ardengo Soffici, Virgilio Tramontin, Ernesto Treccani, Tono Zancanaro). Collabora ad alcune edizioni di Luigi Veronelli, tra le quali una del Marchese de Sade che costata all’artista e all’editore un processo per oscenità vinto in appello anche grazie alle testimonianze fatte pervenire da Maccari, Valsecchi, Argan, Pallucchini e altri ancora. Leo Longanesi lo invita a collaborare con illustrazioni a “Il Borghese”. Si lega in amicizia con il pittore e incisore brasiliano Darel Valença Lins, che negli anni 1957-1960 si trova in Italia.
1958	Lascia il posto di assistente di Maccari a Roma e va a lavorare a Milano, presso la stamperia di Piero Fornasetti, alla realizzazione di una serie di pannelli sul tema dei caffè storici italiani. A Milano, continua a frequentare Marco Valsecchi, Pier Carlo Santini, la Galleria Il Milione. Di quell’anno è anche l’acquaforte “Ritratto di Morandi”, la cui tiratura a venti esemplari viene eseguita solo dopo l’approvazione dell’artista. Sulla rivista “Valbona” di Urbino, diretta da Leonardo Castellani, viene inserito l’originale di una sua acquaforte, “Ballerina col seno nudo”; proprio a questa acquaforte farà riferimento Leonardo Sciascia quando circa vent’anni più tardi introdurrà il secondo dei quattro cataloghi antologici delle sue incisioni pubblicati via via dalla Libreria Prandi. Partecipa con due acqueforti all’almanacco “L’antipatico” curato da Mino Maccari e Italo Cremona.
Il 22 settembre nasce la figlia Caterina.
1959	Conosce Antonio Ligabue, e Dino Prandi, che commissiona a Ligabue una serie di quattordici incisioni, gliene affida la tiratura. Esegue la serie di disegni per “Penny Wirton e sua madre” di Silvio D’Arzo, che verranno pubblicati nel 1978 da Einaudi.
1960	Il 3 febbraio nasce il secondo figlio, Arnoldo Nicola. Fra gli incontri milanesi, acquisisce sempre più spessore la figura di Igino Cerastico, un uomo d’affari grande appassionato di grafica, dapprima solo come collezionista e successivamente come editore d’arte; nel giro di circa quindici anni, infatti, Cerastico pubblicherà – accanto ad edizioni illustrate con opere di altri artisti quali Floriano Bodini, Carlo Mattioli, Luciano Minguzzi, Anton Zoran Music, Ceri Richards, Aldo Salvadori  – dieci opere contenenti stampe originali di Manfredi.
1962	Diviene titolare della cattedra di Tecniche dell’incisione presso l’Accademia di Belle Arti di Lecce, dove mantiene l’incarico fino al 1967. 
A Firenze, comincia a frequentare la Stamperia d’arte “Il Bisonte” di Maria Luigia Guaita.
1963	È l’anno della più importante iniziativa editoriale della Libreria Antiquaria Prandi, la monumentale edizione delle “Cinquanta incisioni di artisti italiani”; ancora una volta Manfredi, oltre a comparire fra gli artisti selezionati, collabora alla realizzazione dell’opera dirigendo le tirature delle lastre degli altri artisti.
1964	Continua a frequentare, a Milano, Marco Valsecchi, Luigi Veronelli  e gli editori-stampatori Franco Sciardelli e Giorgio Upiglio.
1967	Diviene titolare della cattedra di Tecniche dell’incisione presso l’Accademia di belle arti di Firenze, incarico che manterrà fino al 1999. 
Un affetto di devozione quasi filiale legava Manfredi a Otello Monzali, un collezionista di Prato che fin dai tempi dell’università non aveva mai smesso di frequentare; e a Prato, Otello Monzali apre nel 1967 una propria galleria, la Galleria Metastasio, organizzando subito una mostra dell’artista reggiano.
1969	Illustra, per la celebre collana dei Cento amici del libro, le “Memorie lontane” di Guido Nobili.
1973	Collabora come illustratore con il periodico “L'Espresso”, per il quale nel corso di due anni esegue varie vignette.
1983	Negli anni si è ormai approfondita l’amicizia con un grande appassionato di grafica, Sergio Manetti, raffinato produttore di vino nella sua fattoria di Montevertine a Radda in Chianti; l’artista inizia una collaborazione con Manetti, realizzando annualmente le etichette per il pregiatissimo “Le Pergole Torte". Tra gli amici pittori, frequenta sempre più spesso Franco Rognoni.
1985	Gli viene conferito il 1º premio per la pittura alla “Ginestra d’Oro del Conero” di Numana -Ancona. Una ricca scelta di suoi aforismi, con il titolo “Dal taccuino dell'Anonimo Padano”, appare sull’almanacco di letture e disegni della Libreria Antiquaria Prandi “Alto Mare”.
1987	Marco Conte, titolare della Galleria Il Mappamondo di Milano, organizza la prima delle sue importanti mostre dedicate all’artista.
1991	La Biblioteca Panizzi di Reggio Emilia organizza una grande esposizione dedicata all'intera sua attività di illustratore (catalogo con saggio introduttivo di Luigi Cavallo).
1992	 Alcuni suoi più importanti libri illustrati sono presenti nella grande esposizione itinerante “The Artist and the Book in XXth Century in Italy” basata sulla collezione di Loriano Bertini e organizzata dal Museum of Modern Art di New York.
1998	L’artista dona alla Biblioteca Panizzi di Reggio Emilia un ricco corpus di incisioni calcografiche; questa donazione è all’origine della mostra “Nel segno di Manfredi”, a cura di Fabrizio Dall’Aglio.
2000	Grande mostra antologica a Palazzo Magnani di Reggio Emilia, a cura di Sandro Parmiggiani, con centottanta opere esposte tra dipinti, acquerelli, incisioni (“Alberto Manfredi – Il colore della nostalgia”, catalogo con scritti di Luigi Cavallo, Raffaele Crovi, Fabrizio Dall’Aglio, Dino Prandi e Franco Sciardelli).
2001	Alberto Manfredi si spegne nella notte tra il 13 e il 14 febbraio.
(Cfr. Alberto Manfredi. Il colore della nostalgia, a cura di Sandro Parmiggiani, Milano, Skira, 2000 - Bibliografia a cura di Fabrizio Dall’Aglio).

## Mostre
1945 Reggio Emilia, Sala d’Arte dell’E.V.A.V., personale di dipinti
1947 Reggio Emilia, Biennale nazionale del bianco e nero
1948 Ravenna, IV Esposizione internazionale d’arte contemporanea
1950 Cagliari, Gabinetto delle Stampe Anna Marongiu Pernis (“Incisori e disegnatori emiliani”)
1951 Reggio Emilia, III Mostra nazionale del disegno e dell’incisione moderna
1952 Firenze, Circolo degli Artisti ‘La Torre’, personale di disegni e incisioni
1954 Firenze, Galleria La Strozzina; Milano, Galleria Il Milione; XXVII Biennale di Venezia
1955 Prato, “Sessanta maestri del prossimo trentennio” (scelti da Carlo Lodovico Ragghianti)
1956 Firenze, Galleria La Strozzina
1958 Verona, Galleria S. Luca
1959	Maalisku (Finlandia), personale di trenta incisioni; Parigi, Musée d'Art Moderne, Première Biennale des jeunes artistes; III Biennale di Varsavia; Venezia, Opera Bevilacqua La Masa, III Biennale dell'incisione contemporanea (premiata l'acquaforte “Ritratto di Morandi”)
1960 Ferrara, Galleria Il Bulino; Firenze, Galleria Al Girarrosto; Roma, Galleria La Piramide
1961 Parma, Galleria del Teatro; Quadriennale d'Arte di Roma; Oslo, Italiensk Kunst I Dag.
1962 Roma, Galleria La Piramide; Milano, Galleria Il Milione; Pordenone, Galleria Il Camino
1965 Milano, Galleria Gian Ferrari
1967 Modena, Galleria Forti Arte; Prato, Galleria Metastasio
1969 Prato, Galleria Metastasio
1971 Firenze, Galleria Pananti; Parma, Galleria Correggio
1972 Milano, Galleria Nuovo Sagittario; Prato, Galleria Metastasio
1973 Reggio Emilia, Libreria Antiquaria Prandi
1974 Firenze, Galleria Pananti; Siena, Galleria Nuovo Aminta
1975 Reggio Emilia, Saletta Galaverni; Prato, Galleria Metastasio
1976 Piacenza, Centro Culturale Artristico; Siena, Galleria Nuovo Aminta; Carrara, Accademia di Belle Arti
1979 Arezzo, Galleria Piero della Francesca
1980 Prato, Galleria Metastasio; Reggio Emilia, Saletta Galaverni
1981 Bormio, Galleria Il Capricorno
1982 Civitanova Marche, Galleria Centofiorini
1985 Venezia, Galleria Il Traghetto
1986 Cava dei Tirreni, Galleria Il Portico
1987 Milano, Galleria Il Mappamondo; Genova, Galleria Laura Son; Siracusa, Galleria La Nave
1988 Asti, Libreria Antiquaria Coenobium
1989 Strasburgo, Palazzo del Parlamento Europeo; Parigi, Galleria Renoir; Ancona, Galleria L’Incontro.
1990 Parigi, Bouquinerie de l’Institut
1991 Milano, Galleria Il Mappamondo; Reggio Emilia, Cavallerizza (“Manfredi illustratore”, mostra di tutti i libri illustrati)
1992 Venezia, Salone di Settembre, Galleria Il Mappamondo; Milano, ‘Undici maestri d’oggi’, Galleria Il Mappamondo; Parigi, Bouquinerie de l’Institut (“Oeuvres sur papier”)
1993 Ferrara, Galleria Estense. di Ferrara; Marina di Pietrasanta, Versiliana (a cura della Galleria Il Mappamondo)
1994 Firenze, Galleria Santo Ficara
1998 Reggio Emilia, Biblioteca Panizzi (“Nel segno di Manfredi”, mostra della donazione alla Biblioteca Panizzi di 121 acqueforti)
2000 Reggio Emilia, Palazzo Magnani (centottanta opere esposte tra dipinti, acquerelli, incisioni); Santa Croce sull'Arno, Villa Pacchiani (incisioni, insieme a Walter Piacesi)
2003 Reggio Emilia, Civici Musei (“Alberto Manfredi. Per un bestiario personale”, mostra di 176 acquerelli a soggetto animale)
2006 Milano, Civica Raccolta delle Stampe Achille Bertarelli (a cura dell’Associazione Amici di Leonardo Sciascia)
2007 Montecchio Emilia, “Alberto Manfredi. Gli anni della formazione 1949-1960”
2009 Helsinki, Ateneum: “Maestri italiani del Novecento. La collezione Rolando e Siv Pieraccini”
2010 Grizzana Morandi, “Alberto Manfredi. L'opera incisa”
2017 Reggio Emilia, Palazzo da Mosto, “Alberto Manfredi. La collezione Giacomo Riva. Dipinti 1953-2000”
2019 Reggio Emilia, Palazzo da Mosto, “Alberto Manfredi. La donazione della collezione Giacomo e Annamaria Riva alla Fondazione Manodori”.
2025 Reggio Emilia, Galleria 13, “Alberto Manfredi-la bellezza della Forma”